# Romano Perdomi
Giuseppe Romano Perdomi († 26. Juni 1967 in Neapel) war ein italienischer Autorennfahrer, der seine Rennen unter dem Pseudonym Tiger bestritt.

## Karriere
Perdomi begann seine Karriere in den frühen 1960er-Jahren und war bis zu seinem Tod 1967 bei Sportwagen- und Monoposto-Rennen aktiv. Von 1960 bis 1962 fuhr er Rennen in der italienischen Formel-Junior-Meisterschaft. 1963 wurde er Werksfahrer bei Abarth und ging mit einem Fiat-Abarth 1000S in der italienischen GT-Meisterschaft an den Start. Mit Siegen bei der Coppa Asiago, beim Bergrennen Vergato-Cereglio, beim 3-Stunden-Rennen von Monza und bei der Coppa Cittá di Enna, die letzten beiden Rennen zählten in diesem Jahr auch zur Sportwagen-Weltmeisterschaft, sicherte er sich Ende des Jahres den Gesamtsieg in seiner Klasse in der italienischen GT-Meisterschaft. 1964 wechselte er in die italienische Formel-3-Meisterschaft. Seine beste Platzierung 1964 war der dritte Rang beim Wertungslauf in Monza hinter Giacomo Russo und Ernesto Brambilla.
Bis Ende 1966 stieg er zu einer Gruppe von Piloten auf, die die italienischen Formel-3-Rennen dominierten. 1965 überlebte er einen schweren Unfall in Imola, wo er nach einer Kollision mit Frank Ruata sein Rennfahrzeug völlig zerstörte, dabei aber unverletzt blieb. Beim Giro d'Italia für Automobile 1965 steuerte er einen Citroën DS19 an die 15. Stelle der Gesamtwertung.

## Tod in Caserta
Perdomi starb im Juni 1967 beim Großen Preis von Caserta, einem Formel-3-Rennen, das als eine der fatalsten Rennveranstaltungen tragisch in die Geschichte des Motorsports einging. Bei diesem Rennen starben in der Folge mehrerer Unfälle drei Rennfahrer: Giacomo Russo, der Schweizer Beat Fehr und Perdomi. Perdomi lag nach seinem Unfall mehr als eine halbe Stunde kopfüber in seinem Rennwagen; neben der schlechten Absicherung der Rennstrecke waren die Rettungskräfte, wenn überhaupt vorhanden, mehr als mangelhaft ausgerüstet und ausgebildet. Allerdings war das keine Ausnahme bei Straßenrennen Mitte der 1960er-Jahre. Perdomi hatte schwere innere Verletzungen und Beinbrüche. Bei Bewusstsein dirigierte er seine Rettungskräfte und erklärte ihnen, mit welchem Werkzeug man ihn endlich aus dem Wagen bekomme. Als man ihn schließlich befreit hatte, wurde er in ein Krankenhaus nach Neapel gebracht. Zuerst schien sein Zustand nicht kritisch zu sein, bis man ihn nach einigen Tagen plötzlich auf die Intensivstation verlegte, wo er wenige Tage später starb.

## Statistik

### Einzelergebnisse in der Sportwagen-Weltmeisterschaft
| Saison | Team                   | Rennwagen                                   | 1   | 2   | 3   | 4   | 5   | 6   | 7   | 8   | 9   | 10  | 11  | 12  | 13  | 14  | 15  | 16  | 17  | 18  | 19  | 20  | 21  | 22  |
| ------ | ---------------------- | ------------------------------------------- | --- | --- | --- | --- | --- | --- | --- | --- | --- | --- | --- | --- | --- | --- | --- | --- | --- | --- | --- | --- | --- | --- |
| 1963   | Romano Perdomi Abarth  | Fiat-Abarth 1000 Abarth-Simca 1300 Bialbero | DAY | SEB | SEB | TAR | SPA | MAI | NÜR | CON | ROS | LEM | MON | WIS | TAV | FRE | CCE | RTT | OVI | NÜR | MON | MON | TDF | BRI |
| 1963   | Romano Perdomi Abarth  | Fiat-Abarth 1000 Abarth-Simca 1300 Bialbero |     |     |     |     |     | 4   |     |     | 22  |     | 1   |     |     |     | 1   |     |     |     | 9   |     |     |     |
| 1964   | Abarth Sorocaima       | Abarth-Simca 2000                           | DAY | SEB | TAR | MON | SPA | CON | NÜR | ROS | LEM | REI | FRE | CCE | RTT | SIM | NÜR | MON | TDF | BRI | BRI | PAR |     |     |
| 1964   | Abarth Sorocaima       | Abarth-Simca 2000                           |     |     |     |     |     |     |     |     |     |     |     | 3   |     |     |     | DNF |     |     |     |     |     |     |
| 1967   | Piccionaia Racing Team | Porsche 906                                 | DAY | SEB | MON | SPA | TAR | NÜR | LEM | HOK | MUG | BRH | CCE | ZEL | OVI | NÜR |     |     |     |     |     |     |     |     |
| 1967   | Piccionaia Racing Team | Porsche 906                                 | DNF |     |     |     |     |     |     |     |     |     |     |     |     |     |     |     |     |     |     |     |     |     |